# WeHeLo
WeHeLo est le nom d'un carnaval belge de la Province de Liège, dans l'arrondissement de Verviers.
Le nom provient du groupement des communes de Welkenraedt, Herbesthal et Lontzen pour le cortège de la Laetare à Welkenraedt.